# 波士頓絞殺魔
波士頓絞殺魔（英語：The Boston Strangler）是美國麻薩諸塞州波士頓的連續姦殺犯，1962年至1964年的約1年半之間，上至85歲、下至19歲，共計13位女性遭到性侵、絞殺。1965年，根據供詞、連結最終受害者的DNA等證據，亞伯特·迪薩佛（Albert DeSalvo）被定罪，事件才終於平息。亞伯特·迪薩佛最後死在獄中。

## 概要

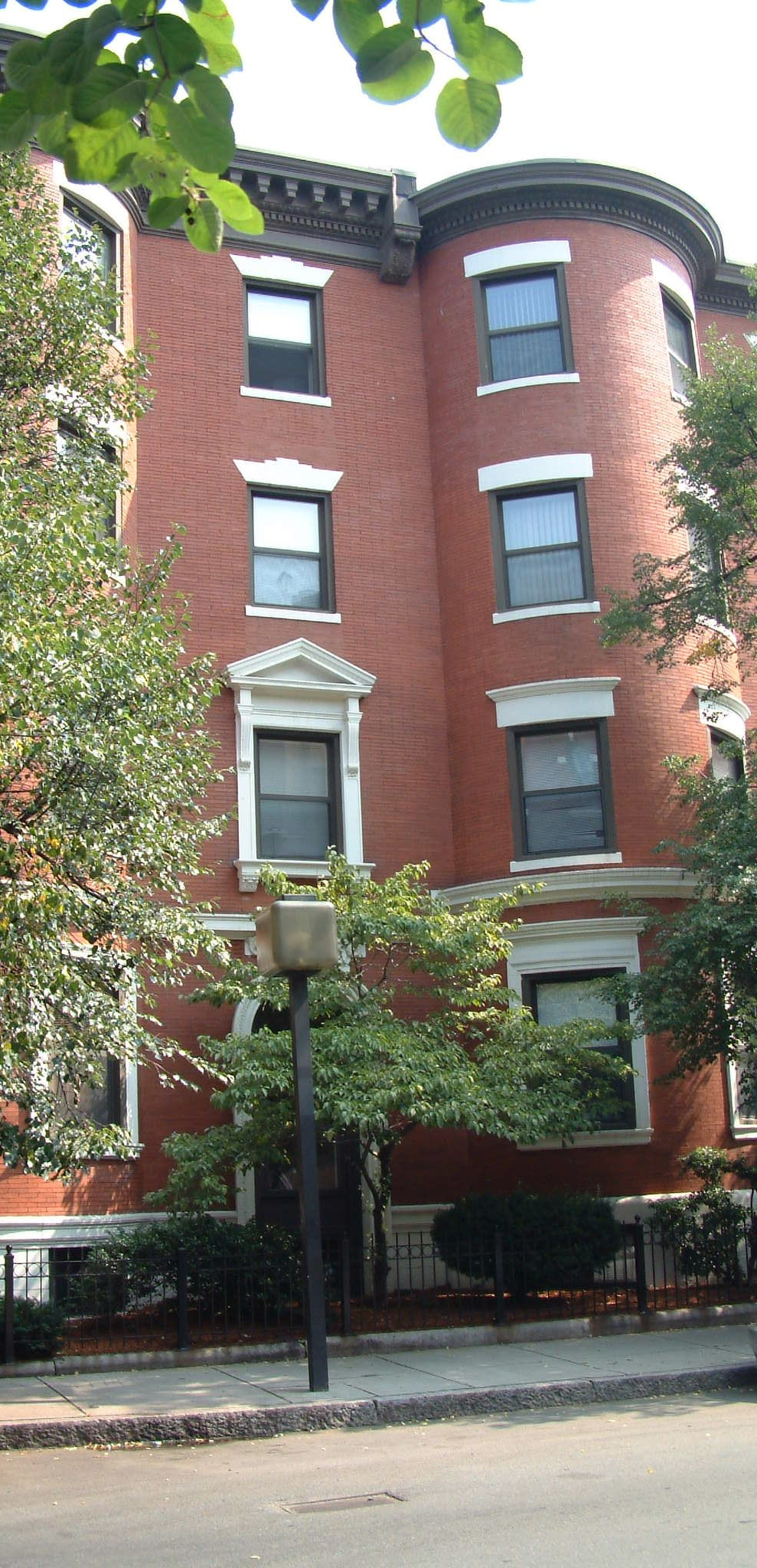
根茲巴羅街，第一起事件的發生地

## 脚注
1. ↑  . Britannica.   [16 March 2023]. （原始内容存档于2020-10-26） （英语）.

## 外部連結
- . foia.fbi.gov. （原始内容存档于October 11, 2007）.
- The Boston Strangler - charliemanson.com